# Хвиля (футбольний клуб)
«Хвиля» (біл. ДСУ Футбольны клуб Хваля-Пінск) — білоруський футбольний клуб з міста Пінськ Берестейської області, заснований 1989 року. З 1992 року виступає в першій та другій лізі Білорусі.

## Хронологія назв
- 1940: «Динамо» (Пінськ)
- 1953: клуб розформовано
- 1961: «Хвиля» (Пінськ)
- 1968: «Колос» (Пінськ)
- 1971: «Прип'ять» (Пінск)
- 1974: «Полісся» (Пінськ)
- 1980—1990: «Машинобудівник» (Пінськ)
- 1989: «Комунальник» (Пінськ)
- 1997: ФК «Пінськ-900»
- 2006: «Хвиля» (Пінськ)

## Історія

### Передісторія та ранні роки
Офіційно футбольний клуб «Комунальник» засновано 1989 року в місті Пінськ. Хоча історію клубу можна розпочати з 1940 року, коли в місті організували команду «Динамо». У 1961 році засновано попередник нинішнього клубу, «Хвиля» (Пінськ). Після цього місто в чемпіонаті Білоруської РСР представляла команда з назвою «Колос», «Прип'ять», «Полісся» та «Машинобудівник».
Після здобуття Білоруссю незалежності та організації власних чемпіонатів у 1992 році клуб виступав у Першій лізі чемпіонату Білорусі, де посів 3-тє місце. У 1990-х роках клуб декілька разів наближалися до підвищення у Вищому дивізіоні, чотири рази фінішувавши у трійці лідерів Першої ліги Білорусі, а восени 1995 року програв плей-оф за право підвищення/вильоту від «Шинника» з Бобруйська. З 1997 року виступав під назвою ФК «Пінськ-900». З 2006 році клуб виступає під назвою «Хвиля» (Пінськ).

### 2013
Сезон 2013 року «Хвиля» розпочала добре, здобула 5 перемог поспіль на старті. По завершенні першого кола команда посіла четверте місце. Але в другому корі результати пішли на спад. Команда оформила десятиматчеву безвиграшну серію. Незважаючи на те, що серія була перервана перемогою над «Вітебськом» (1:0), «Хвиля» завершила сезон лише на 12-му місці, що стало найгіршим результатом з 2006 року.

### 2014
Напередодні початку сезону 2014 року «Хвиля» втратила своїх лідерів, на зміну яких прийшла декілька досвідчених гравців-пінчан, а також молоді гравці з інших клубів. Як наслідок — команда з самого початку турніру опинилася в нижній частині турнірної таблиці, тривалий час «Хвиля» боролася за виживання (першу лігу в сезоні 2014 року залишив один клуб) зі «Слонімом». Важким ударом для «пінчуків» стала смерть воротаря Микалая Адамця у вересні 2014 року. У жовтні 2014 року, після вдалої серії «Слоніма», «Хвиля» закріпилася на останньому місці турнірної таблиці і за декілька турів до кінця чемпіонату втратила шанс залишитися в другому дивізіоні.

### 2015
У сезоні 2015 року «Хвилю» представляли переважно власні вихованці. Перед командою стояло завдання повернутися до Першої ліги, але гра в чемпіонаті була не найкращою — «пінчуки» поступилися головному супернику. У липні 2015 року Вадима Беленка у тренерському штабі змінив Сергій Шульжик, але виправити ситуацію йому не вдалося. Лише під кінець турніру команда почала перемагати, але це не врятувало її від п'ятого місця та непотрапляння у фінальний раунд.

### 2016
Напередодні початку сезону 2016 року перед командою знову поставили завдання повернутися до Першої ліги. «Хвиля» була явним фаворитом чемпіонату і в результаті впевнено виграла Другу лігу, забезпечивши собі перше місце за декілька турів до завершення турніру.

### 2017
Після виходу в Першу лігу команда зберегла провідних гравців, до яких приєднався декілька виконавців з досвідом гри у Вищій лізі. У сезоні 2017 року команда майже відразу закріпилася в середині турнірної таблиці й у підсумку завершивла сезон на сьомому місці.

### 2018
Сезон 2018 став провальним для «Хвилі», команда швидко опинилася в нижній частині турнірної таблиці. У липні Сергій Шульжик пішов у відставку, але за нового тренера Віталія Кирилка ситуація не змінилася, і команда завершила сезон на 13-му місці з 15-ти учасників.

### 2019
На початку 2019 року команду очолив Олег Кароль, який привів багатьох гравців зі свого колишнього клубу, «Слонім-2017». Команда поставила собі за мету посісти місце у верхній частині турнірної таблиці, спочатку «Хвиля» була в середині таблиці, але невдовзі серія невдач відкинула її ближче до зони вильоту. У вересні Король команду покинув, на його місце призначили Вадима Бєленка, але це суттєво не покращило ситуацію, пінська команда завершила сезон на 12-му місці.

### 2020
У 2020 році до команди приєдналося багато гравців з досвідом виступів у Вищій лізі. Більшу частину сезону «Хвиля» перебувала в середині таблиці і, незважаючи на невдалий фініш у турнірі (без перемоги в останніх восьми матчах), посіла підсумкове дев'яте місце.

### 2021
На початку 2021 року новим головним тренером став пінчанин Сергій Яскович, який до цього успішно очолював дзержинський «Арсенал». Команда продовжувала підсилюватися досвідченими гравцями, що принесло плоди — «Хвиля» швидко закріпилася у верхній половині таблиці та іноді претендувала на призові місця. Лише в останньому турі пінчани втратила шанси на вихід у Вищу лігу, посіли підсумкове четверте місце.

## Досягнення
- / Перша ліга Білорусі
  -  Срібний призер (2): 1995, 2009
  -  Бронзовий призер (4): 1992, 1993/94, 1994/95, 1998

- Друга ліга Білорусі
  -  Чемпіон (1): 2016

- Кубок Білорусі
  - 1/4 фіналу (1): 1992/93

інші досягнення
- Найбільша перемога — 12:0 (ЮАС Житковичі, 01.10.2016)
- Найбільша поразка — 1:7 (АФВіС-РШВСМ Мінськ, 1992/93), 2:8 («Береза-2010», 2012), 0:6 (Городея, 2014).

## Досягнення гравців
- Юрій Королюк — найкращий бомбардир чемпіонату Білорусі в першій лізі (D2) — 21 м'яч (2011 рік).
- Андрій Лясюк — найкращий бомбардир чемпіонату Білорусі у другій лізі (D3) — 18 м'ячів (2004 рік).
- Сергій Володько — найбільша кількість матчів за клуб — 442.
- Сергій Володько — найкращий бомбардир в історії клубу — 127 м'ячів.

## Статистика виступів
| Сезон     | Дивізіон | Турнір      | Місце | Іг | В  | Н  | П  | ЗМ | ПМ | РМ  | Очки | Кубок | Результат       |
| --------- | -------- | ----------- | ----- | -- | -- | -- | -- | -- | -- | --- | ---- | ----- | --------------- |
| 1992      | 2        | Перша ліга  | 3     | 15 | 8  | 4  | 3  | 20 | 13 | +7  | 20   | 1/32  | -               |
| 1992/1993 | 2        | Перша ліга  | 5     | 30 | 15 | 4  | 11 | 52 | 40 | +12 | 34   | 1/4   | -               |
| 1993/1994 | 2        | Перша ліга  | 3     | 28 | 17 | 6  | 5  | 58 | 21 | +37 | 40   | 1/8   | -               |
| 1994/1995 | 2        | Перша ліга  | 3     | 30 | 16 | 8  | 6  | 45 | 26 | +19 | 40   | 1/16  | -               |
| 1995      | 2        | Перша ліга  | 2     | 14 | 9  | 2  | 3  | 22 | 13 | +9  | 29   | 1/16  | Перехідні матчі |
| 1996      | 2        | Перша ліга  | 5     | 24 | 10 | 8  | 6  | 40 | 19 | +21 | 38   | 1/16  | -               |
| 1997      | 2        | Перша ліга  | 8     | 30 | 12 | 8  | 10 | 43 | 36 | +7  | 44   | 1/16  | -               |
| 1998      | 2        | Перша ліга  | 3     | 30 | 17 | 8  | 5  | 54 | 22 | +32 | 59   | 1/16  | -               |
| 1999      | 2        | Перша ліга  | 15    | 30 | 6  | 8  | 16 | 33 | 50 | -17 | 26   | 1/16  |                 |
| 2000      | 3        | Друга ліга  | 6     | 16 | 5  | 4  | 7  | 17 | 24 | -7  | 19   | 1/16  | -               |
| 2001      | 3        | Друга ліга  | 7     | 34 | 17 | 3  | 14 | 61 | 37 | +24 | 54   | 1/16  | -               |
| 2002      | 3        | Друга ліга  | 2     | 24 | 16 | 4  | 4  | 50 | 22 | +28 | 52   | 1/32  |                 |
| 2003      | 2        | Перша ліга  | 16    | 30 | 5  | 4  | 21 | 28 | 59 | -31 | 19   | 1/16  |                 |
| 2004      | 3        | Друга ліга  | 4     | 24 | 15 | 5  | 4  | 62 | 25 | +37 | 50   | 1/16  | -               |
| 2005      | 3        | Друга ліга  | 2     | 26 | 21 | 4  | 1  | 57 | 16 | +41 | 67   | 1/32  |                 |
| 2006      | 2        | Перша ліга  | 8     | 26 | 10 | 4  | 12 | 47 | 48 | -1  | 34   | 1/16  | -               |
| 2007      | 2        | Перша ліга  | 7     | 26 | 11 | 7  | 8  | 35 | 35 | 0   | 39   | 1/16  | -               |
| 2008      | 2        | Перша ліга  | 4     | 26 | 15 | 3  | 8  | 39 | 25 | -14 | 48   | 1/8   | -               |
| 2009      | 2        | Первая лига | 2     | 26 | 16 | 3  | 7  | 52 | 31 | +21 | 51   | 1/16  | -               |
| 2010      | 2        | Перша ліга  | 10    | 30 | 11 | 2  | 17 | 21 | 48 | -27 | 35   | 1/8   | -               |
| 2011      | 2        | Перша ліга  | 7     | 30 | 13 | 6  | 11 | 52 | 38 | +14 | 45   | 1/16  | -               |
| 2012      | 2        | Перша ліга  | 8     | 28 | 8  | 10 | 10 | 24 | 45 | -21 | 34   | 1/8   | -               |
| 2013      | 2        | Перша ліга  | 12    | 30 | 11 | 6  | 13 | 30 | 41 | -11 | 39   | 1/16  | -               |
| 2014      | 2        | Перша ліга  | 16    | 30 | 4  | 8  | 18 | 26 | 62 | -36 | 20   | 1/16  |                 |
| 2015      | 3        | Друга ліга  | 9     | 20 | 11 | 5  | 4  | 49 | 19 | +30 | 32   | 1/16  | -               |
| 2016      | 3        | Друга ліга  | 1     | 24 | 19 | 3  | 2  | 87 | 20 | +67 | 60   | 1/16  |                 |
| 2017      | 2        | Перша ліга  | 7     | 30 | 13 | 4  | 13 | 48 | 48 | 0   | 43   | 1/16  | -               |
| 2018      | 2        | Перша ліга  | 13    | 28 | 6  | 7  | 15 | 23 | 49 | -26 | 25   | 1/16  | -               |
| 2019      | 2        | Перша ліга  | 12    | 28 | 5  | 6  | 17 | 29 | 49 | -20 | 21   | 1/16  | -               |
| 2020      | 2        | Перша ліга  | 7     | 26 | 7  | 6  | 13 | 41 | 52 | -11 | 27   | 1/16  | -               |
| 2021      | 2        | Перша ліга  | 4     | 33 | 16 | 8  | 9  | 49 | 39 | +10 | 56   | 1/16  | -               |

| Ліга    | Участь | Матчі | В   | Н   | П   | З-П м'ячі   |
| ------- | ------ | ----- | --- | --- | --- | ----------- |
| Д1      | -      | -     | -   | -   | -   | -           |
| Д2      | 23     | 625   | 245 | 132 | 248 | 862 — 870   |
| Д3      | 7      | 168   | 104 | 28  | 36  | 383 — 163   |
| Загалом | 30     | 793   | 349 | 160 | 284 | 1245 — 1033 |

- станом на 01.01.2021

## Відомі тренери
- Михайло Шаломицький (1991—1994)
- Олександр Шевелянчик (1995—1997)
- Володимир Шумарін (1998—1999)
- Сергій Шушкевич (2000 — серпень 2003)
- Сергій Позняк (серпень — листопад 2003)
- Михайло Шаломицький (2004 — грудень 2009)
- Андрій Островський (грудень 2009 — липень 2010)
- Сергій Шульжик (липень 2010 — вересень 2012)
- Сергій Чепкий (вересень 2012 — травень 2014)
- Вадим Беленко (червень 2014 — липень 2015)
- Сергій Шульжик (в.о. у липні — листопаді 2015; 2016 — липень 2018)
- Віталій Кирилко (в.о. в липні — грудні 2018)
- Олег Король (січень — вересень 2019)
- Вадим Беленко (в.о. у вересня — грудні 2019; січень — грудень 2020)
- Сергій Яскович (з грудня 2021)